# Де Вольф, Мишель
Мишель Жан Де Вольф (нидерл. Michel Jean De Wolf; род. 19 января 1958, Нивелье, Бельгия) — бельгийский футболист, защитник известный по выступлениям за «Гент», «Андерлехт» и сборной Бельгии. Участник чемпионатов мира 1986, 1990 и 1994 годов, а также чемпионата Европы 1984 года.

## Клубная карьера
Де Вольф начал свою карьеру в столичном клубе «Моленбек». В 1977 году он дебютировал за команду в Жюпиле лиге и быстро завоевал место в основе. Мишель выступал в клубе до 1983 года, но больших успехов не достиг. Его следующей командой стал «Гент». В 1984 году Де Вольф помог клубу выиграть Кубок Бельгии, но в 1988 году команда вылетела из высшего дивизиона и Мишель перешёл в «Кортрейк». На протяжении двух сезонов он был главной звездой клуба и его лидером.
В 1990 году Де Вольф перешёл в «Андерлехт». С новой командой Мишель трижды выиграл чемпионат Бельгии и по разу Кубок и Суперкубок страны. За клуб он провел более 100 матчей. В 1994 году Де Вольф перешёл в марсельский «Олимпик», но по окончании сезона принял решение о завершении карьеры.

## Международная карьера
15 октября 1980 года в отборочном матче чемпионата мира 1982 года против сборной Испании де Вольф дебютировал за сборную Бельгии. В 1984 году он был включен в заявку национальной команды на участие в Чемпионате Европы во Франции. На турнире Мишель сыграл во всех трех матчах группового этапа против сборных Югославии, Дании и хозяев первенства Франции.
В 1986 году он впервые поехал на чемпионат мира в Мексику. На турнире Де Вольф принял участие во встречах против сборных Ирака и хозяев первенства Мексики.
В 1990 году он был включен в заявку национальной команды на участие в чемпионате мира в Италии. На турнире он сыграл в матчах против сборных Испании и Уругвая,а в поединке против Южной Кореи он забил свой первый и единственный гол за Бельгию, дальним ударом с 35 метров.
В 1994 году Марк в третий раз принял участие в чемпионате мира в США. На турнире он сыграл во встречах против сборных Саудовской Аравии, Германии, Нидерландов и Марокко.

### Голы за сборную Бельгии
| #   | Дата         | Место                                           | Противник   | Счёт | Результат | Соревнование         |
| --- | ------------ | ----------------------------------------------- | ----------- | ---- | --------- | -------------------- |
| 01. | 12 июня 1990 | Маркантонио Бентегоди (стадион), Верона, Италия | Южная Корея | 2:0  | 2:0       | Чемпионата мира 1990 |

## Достижения
Командные
 «Гент»
- Обладатель Кубка Бельгии — 1984

 «Андерлехт»
- Чемпион Бельгии (3): 1991, 1993, 1994
- Обладатель Кубка Бельгии — 1993/1994
- Обладатель Суперкубка Бельгии — 1993